# Uncaria sinensis
Uncaria sinensis är en måreväxtart som först beskrevs av Daniel Oliver, och fick sitt nu gällande namn av George Darby Haviland. Uncaria sinensis ingår i släktet Uncaria och familjen måreväxter. Inga underarter finns listade i Catalogue of Life.